# Kagamiishi-dōri
Pour les articles homonymes, voir Kagamiishi.
Le Kagamiishi-dōri (鏡石通, Kagamiishi-dōri) est une voie du nord de Kyoto, dans l'arrondissement de Kita. Orientée nord-sud, elle commence dans le quartier de Kinugasakagamiishi-chō et termine au Nishiōji-dōri (ja).

## Description

### Situation

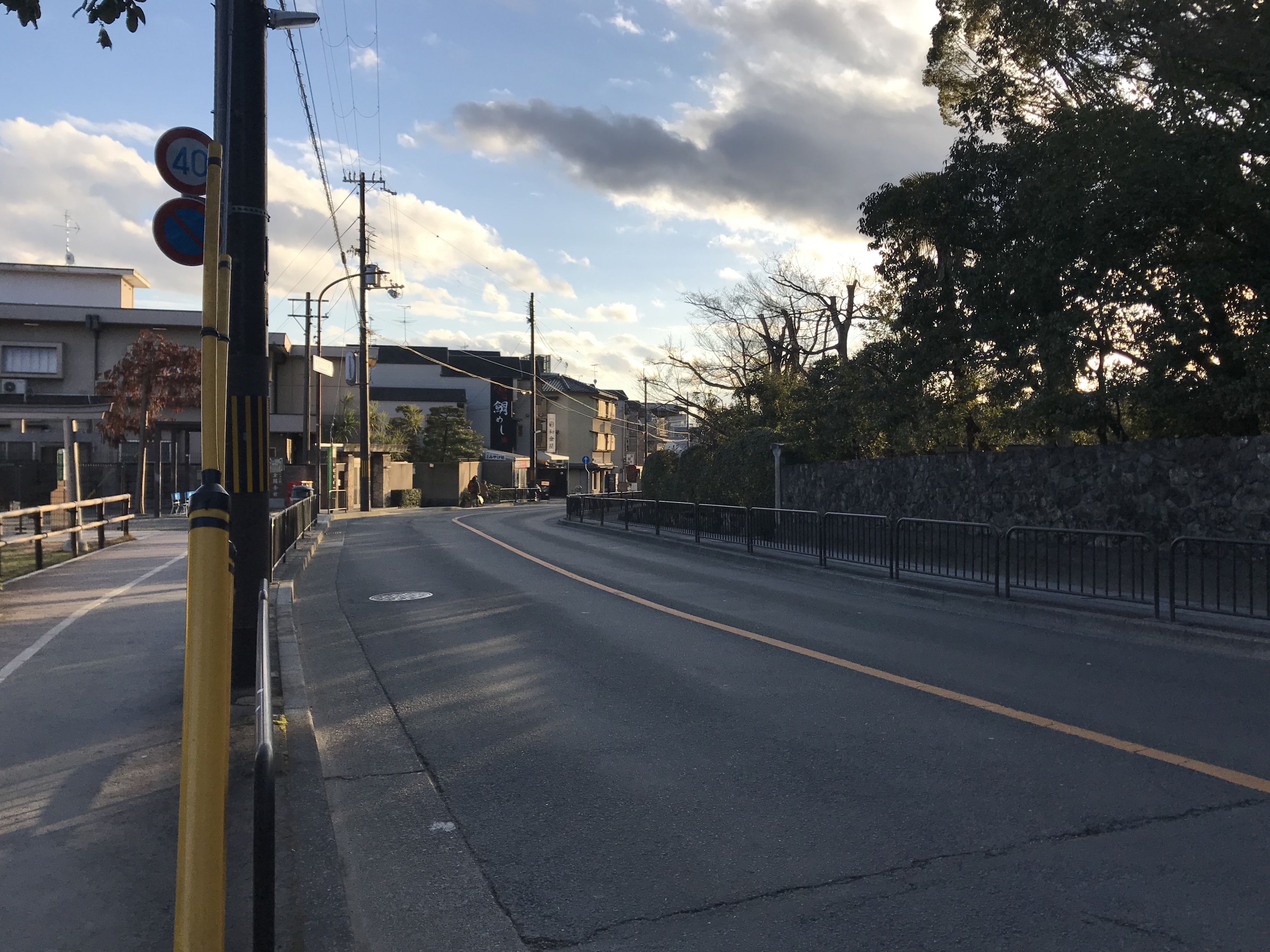
Kagamiishi-dōri près du Kinkaku-ji.

Le Kagamiishi-dōri est une rue de l'ouest de l'arrondissement de Kita, dans le secteur Kinugasa (ja) (衣笠). Il commence dans le quartier de Kinugasakagamiishi-chō (衣笠鏡石町) et termine dans celui de Kinugasatenjinmori-chō (衣笠天神森町) et de Hiranosakuragi-chō (平野桜木町),. Il commence au nord dans une région montagneuse et longe la rivière Kamiya (ja) (紙屋川) jusqu'à rencontrer Hirano-dōri (平野通), après quoi elle longe la face est du mont Daimonji (大文字山). Après Kuramaguchi-dōri (鞍馬口通), elle partage la chaussée avec Kitsuji-dōri (木辻通) et Kinukake no michi (ja) (きぬかけの路), avant de bifurquer vers l'est dans un secteur résidentiel et de croiser Rozanji-dōri (廬山寺通). Elle termine finalement juste au sud de Rozanji-dōri, en rencontrant Nishiōji-dōri (ja) (西大路通). Selon certaines sources, la rue commence au nord à Hirano-dōri,. Elle suit le Nishiōji-dōri (ja) (西大路通) à l'est et précède le Kitsuji-dōri (木辻通) et le Kinukake no michi (ja) (きぬかけの路) à l'ouest.
La circulation se fait dans les deux sens près du Kinkaku-ji et à sens unique du nord au sud sur une brève section, mais en dehors de ça, aucun sens de la circulation n'est indiqué. La rue fait environ 2 000 mètres de long.

### Voies rencontrées
La liste des voies rencontrées, du nord au sud, en sens unique,. Les voies rencontrées de la droite sont mentionnées par (d), tandis que celles rencontrées de la gauche, par (g). Seules les rues ayant un nom sont listées.
1. (g) Hirano-dōri (平野通)[8]
2. (g) Kuramaguchi-dōri (鞍馬口通) [aussi appelé Kinkakuji-michi (金閣寺道)]
3. Kitsuji-dōri (木辻通) / Kinukake no michi (ja) (きぬかけの路)
4. Himuro-michi (氷室道) [aussi appelé Rengedani-michi (蓮華谷道)]
5. Sai-dōri (ja) (佐井通) [aussi appelée Kasuga-dōri (春日通)]
6. (d) Saihigashi-dōri (佐井東通)
7. Rozanji-dōri (廬山寺通)[8]
8. Nishiōji-dōri (ja) (西大路通)[7]

### Transports en commun

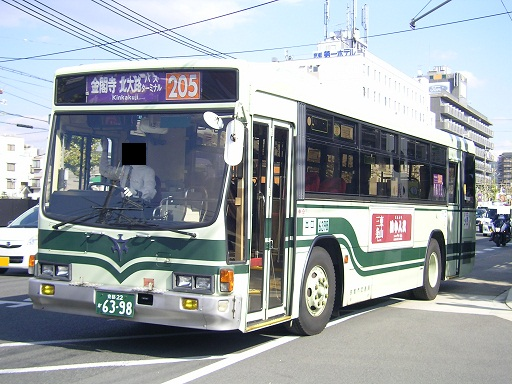
Autobus de la ligne 205 en direction du Kinkaku-ji.

Les bus du réseau d'autobus de Kyoto (ja) ne passent pas sur la rue, mais y passaient auparavant, avec l'arrêt Kinkakuji-mae (金閣寺前) directement devant la porte noire du temple. L'arrêt a été supprimé en 2020 dû à de la congestion automobile causée par les autobus touristes, déplorée par les locaux.
Les arrêts les plus proches sont sur Nishiōji et sont Kinkakuji-michi (金閣寺道, lignes 12, 59, 204, 205, M1), au carrefour avec Kuramaguchi, et Waratenjin-mae (わら天神前, lignes 12, 15, 50, 52, 55, 59, 204, 205, M1), au carrefour avec Rozanji. On trouve aussi au sud Sakuragi-chō (桜木町, lignes 12, 15, 50, 52, 55, 59, M1), au carrefour de Rozanji et Sai-dōri (ja) (佐井通). Au nord, les arrêts les plus proches sont sur Senbon-dōri (ja), appelée dans cette partie Takagamine-kaidō (鷹峯街道). Les arrêts sont Kitakonohata-chō (北木ノ畑町), Takagamine Kamino-chō (鷹峯上ノ町), Dotenjō-chō (土天井町) et Takagamine Genkōan-mae (鷹峯源光庵前), tous desservis par les lignes 6 et M1. 

## Odonymie
Le nom de la rue signifie littéralement « pierre (石) miroir (鏡) ». Cela fait référence à une pierre sur la rue qui était aussi lisse qu'un miroir et aurait eu des propriétés miraculeuses, pouvant refléter les organes malades sur un corps, d'où le nom miroir,,. La pierre miroir est citée dans l'ouvrage de 1780 Miyako Meisho Zue (ja) (都名所図会),,. 
D'autres « pierres miroirs » existent à Kyoto, notamment au sanctuaire Kifune-jinja (貴船神社), dans l'arrondissement de Sakyō, ainsi qu'au Shōji-ji (ja) (勝持寺), de l'arrondissement de Nishikyō. Finalement, le quartier Kagamiishi-chō (鏡石町) de l'arrondissement de Kamigyō existe aussi, mais est nommé en fait à cause du type de pierre utilisée pour construire le mur du Jurakudai (聚楽第), un palais qui y était situé.

## Histoire
La rue est relativement récente et n'existait pas durant l'ère Meiji (1868-1912). Une route de terre longeait cependant le mont Daimonji à partir du Kinkaku-ji dès 1892, dans ce qui était alors le village d'Ōkitayama (大北山村), dans le district de Kadono (ja) (葛野郡). En 1912, la route de terre est reliée à l'actuelle Rozanji-dōri. En 1918, Ōkitayama, alors partie du village de Kinugasa (衣笠村), est intégré à Kyoto. En 1935, dans un projet de redéveloppement urbain, la section entre Rozanji au sud et le quartier Kinugasanishisonjōin-chō (衣笠西尊上院町) est pavée et le nom lui est attribué. La section au nord est pavée après 1953.

## Patrimoine et lieux d'intérêt

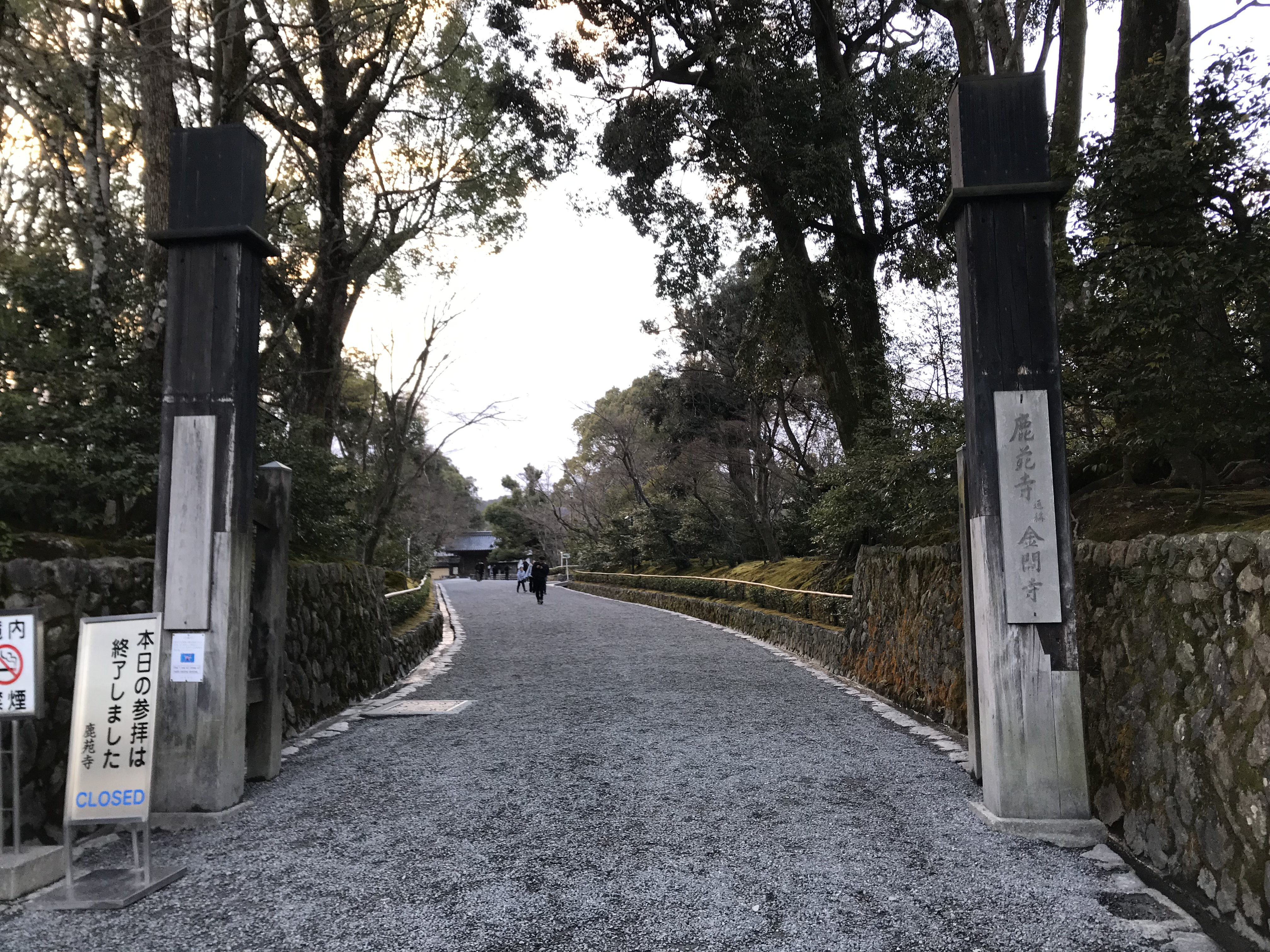
Vue de la porte noire du Rokuon-ji.

La rue commence dans le quartier éponyme du secteur Kinugasa, juste avant le secteur Takagamine (ja) (鷹峯), où se trouve le Nagasaka-goe (長坂越), une montée très raide, mais pittoresque. On trouve au début de la rue du côté nord le domaine de villégiature Shozan Resort (しょうざんリゾート京都). Après le Shozan Resort se trouvent les tertres funéraires où ont été incinérés les empereurs Sanjō et Ichijō (一条天皇, 980-1011). Ichijō a plus tard été dédié au Ryōan-ji pour être avec son père l'empereur En'yū, conformément à ses dernières volontés. Se trouve tout près du tertre le parc Kagamiishi (鏡石公園), sur Hirano-dōri, où est située une stèle commémorant le réaménagement urbain à Kinugasa entre 1971 et 1978.
Au carrefour avec Hirano-dōri, se trouve la fameuse pierre miroir ayant donné son nom à la rue,. Un poème dans le Kokin wakashū écrit par Ki no Tsurayuki (紀 貫之, 872-945) cite la pierre, près de la rivière Kamiya (紙屋川),. Minamoto no Yoshitsune (源 義経) aurait lui aussi rencontré la pierre et s'y est vu pour la première fois,. Le lieu était très populaire durant l'époque d'Edo. Après la pierre miroir se trouve à flanc de falaise le temple Kinugasa Jōshū-ji (衣笠常修寺), de l'école Nichiren. Il a été fondé en 1946 et est un temple Nichiren depuis 1954. En face de la rue se trouve son sous-temple le Hōki-dō (法喜堂). Le cimetière du temple est légèrement plus au nord. 
Après le temple se situe du côté ouest le mont Daimonji de gauche (左大文字山), qui fait partie des cinq lieux où des grands symboles sont brûlés dans un feu de joie durant le Gozan no Okuribi. En dehors du festival, il est interdit au public.
Après le mont Daimonji se trouve du côté ouest le couvent Notre-Dame-de-l'Annonciation (ja) (カルメル会お告げの聖母修道院), de l'ordre du Carmel. Il a été fondé en 1959 et est sous l'autorité directe du diocèse de Kyoto. En face du couvent, entre contrebas, se trouve le mausolée commémoratif de l'empereur Sanjō (三条天皇, 976-1017). 
On trouve sur la rue l'entrée principale au Rokuon-ji (鹿苑寺), aussi appelé Kinkaku-ji (金閣寺), pour son pavillon d'or. Au carrefour avec Kuramaguchi-dōri se trouve la porte noire (黒門), l'entrée principale au temple. La rue est parfois considérée comme une partie du Kinukake no michi (ja) (きぬかけの路), avec qui elle partage la chaussée brièvement, une route touristique reliant le Kinkaku-ji aux temples Ryōan-ji (龍安寺) et Ninna-ji (仁和寺),. Légèrement au nord se trouve une porte de service utilisée par les employés du temple, ainsi que le parking pour les lignes d'autobus se rendant au temple.
Au sud du Kinkaku-ji, avant Rozanji-dōri, la rue est principalement résidentielle, et les maisons y sont de grande taille,. Au sud se trouve le sanctuaire Shikichi-jinja (敷地神社), aussi appelé Wara-tenjin (わら天神). 

Quelques lieux d'intérêts
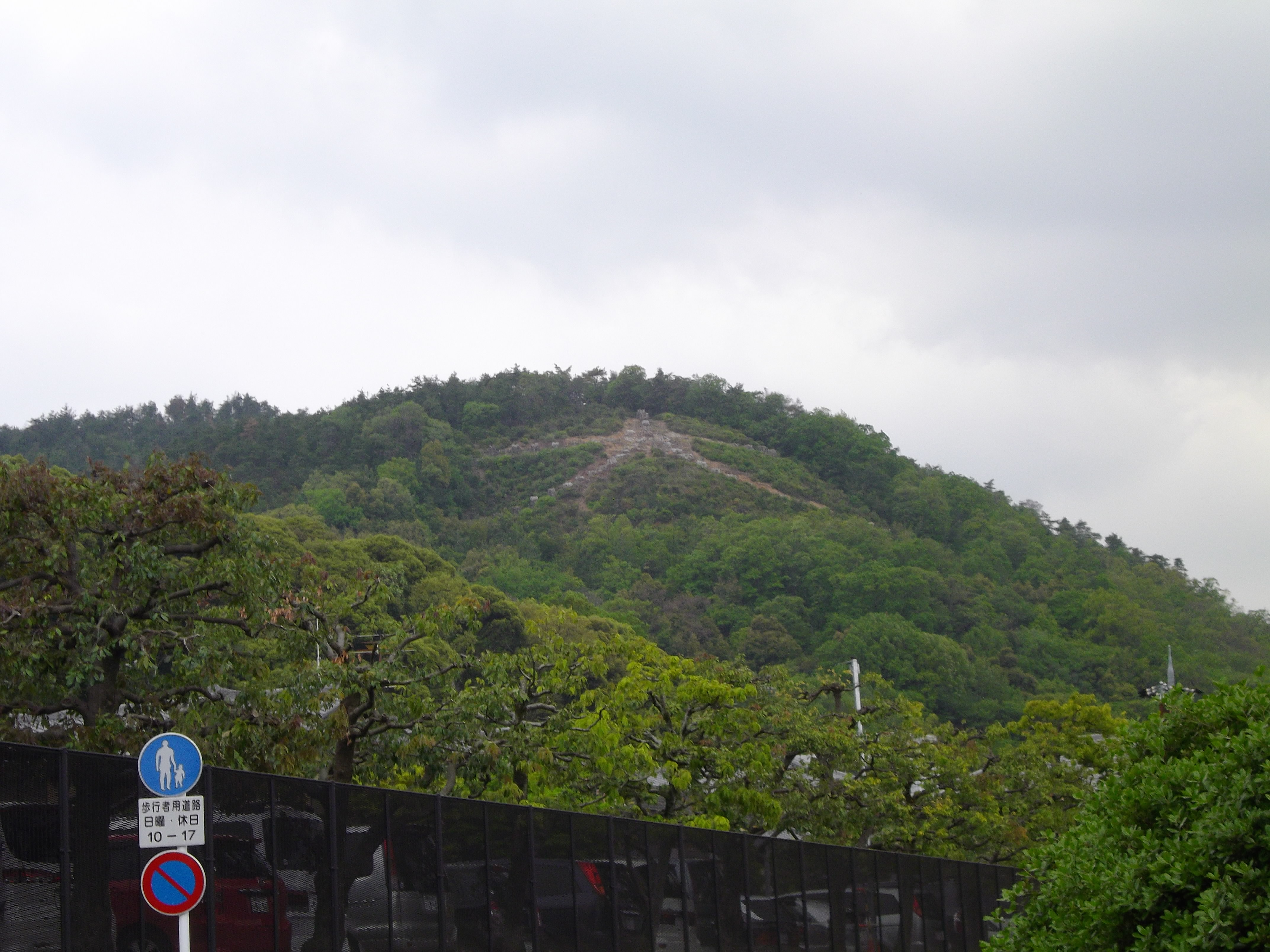
Hidaridaimonji (caractère 大 de gauche) sur le mont Daimonji
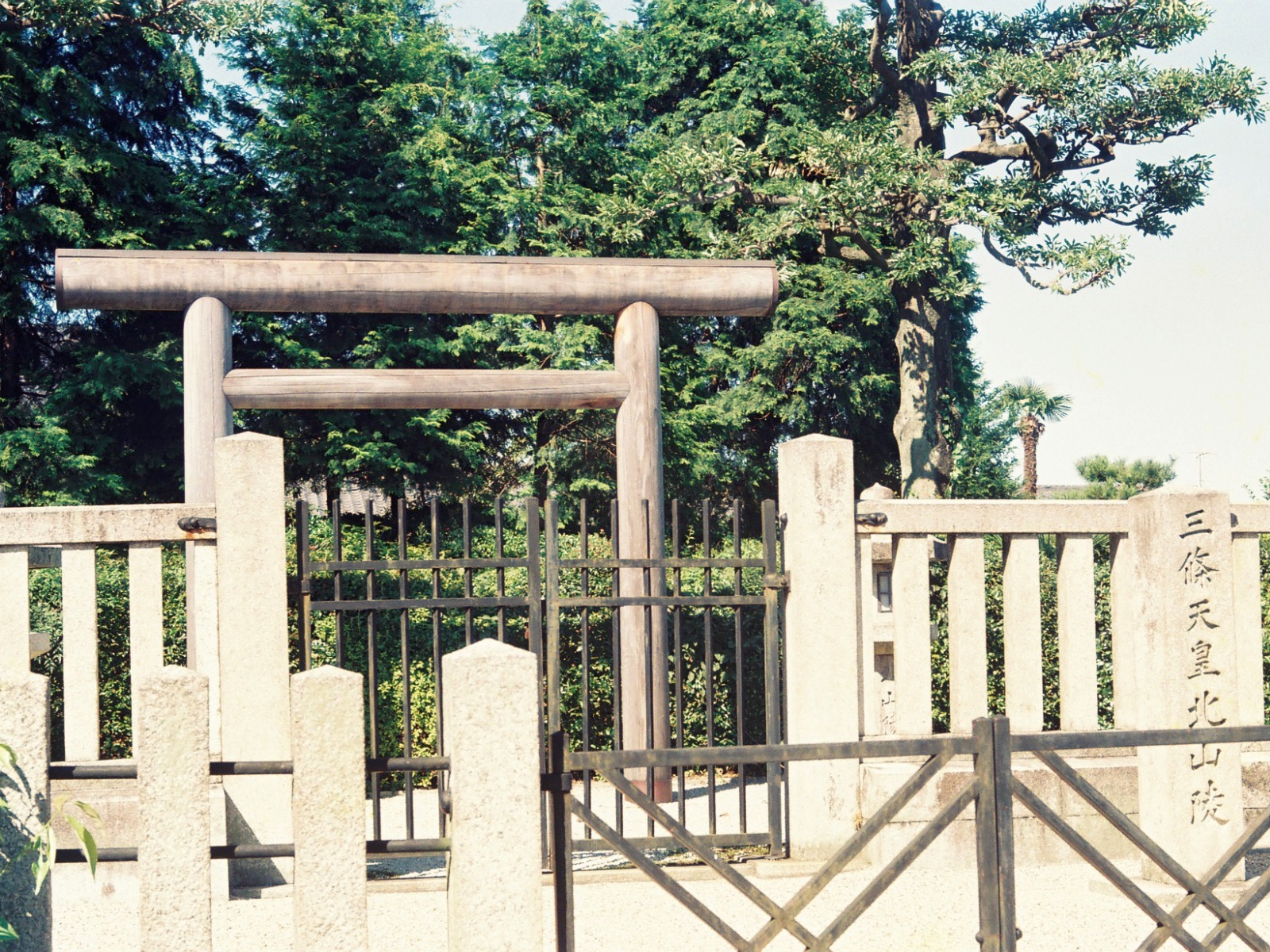
Tombe de l'empereur Sanjō
Le pavillon d'or du Rokuon-ji
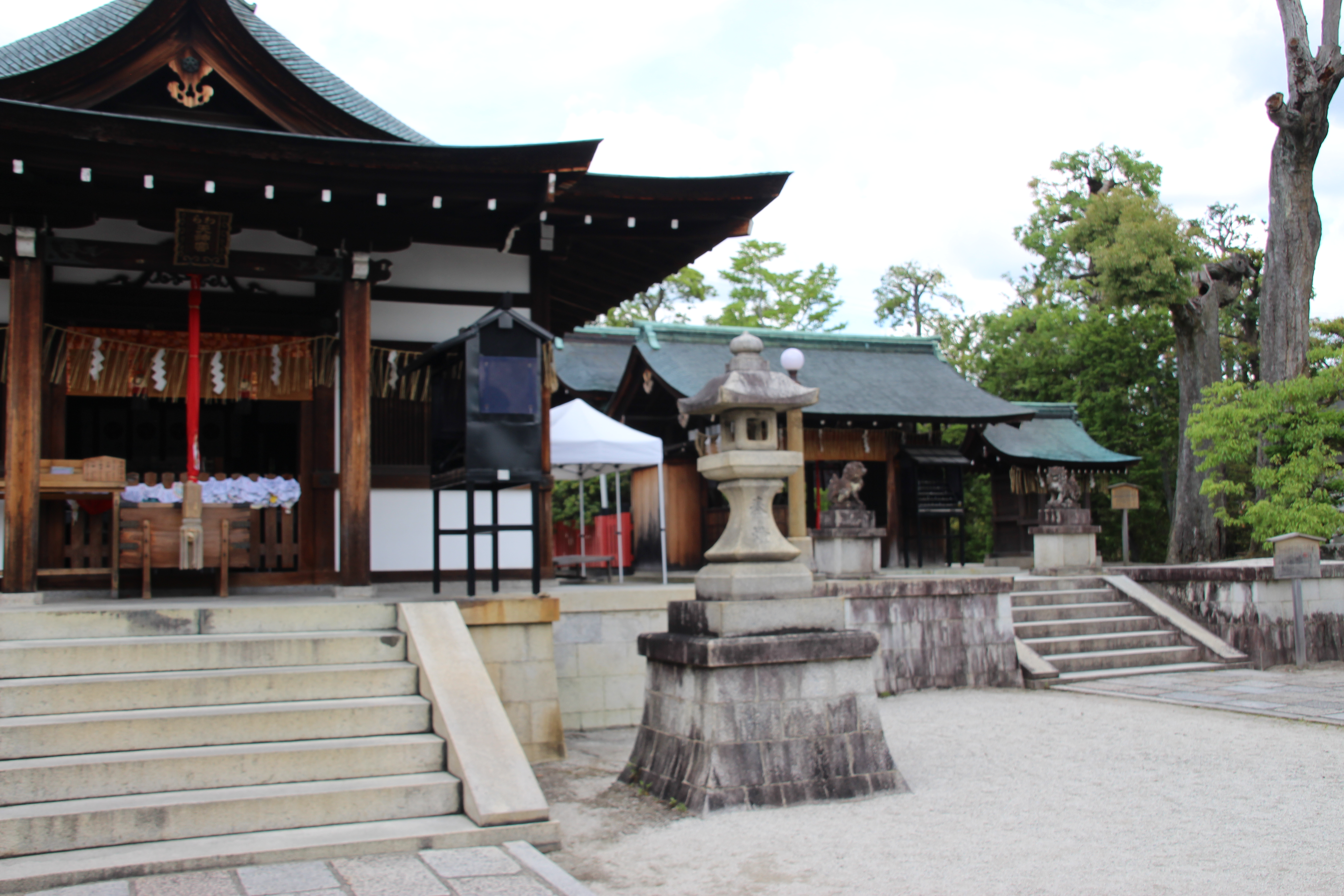
Wara-tenjin